# Jordanka Donkova
Jordanka Ljubčova Donkova (bolgarsko Йорданка Любчова Донкова), bolgarska atletinja, * 28. september 1961, Sofija, Bolgarija.
Jordanka Donkova je nastopila na treh poletnih olimpijskih igrah, v letih 1980 v Moskvi, 1988 v Seulu in 1992 v Barceloni. Leta 1988 je osvojila naslov olimpijske prvakinje v teku na 100 m z ovirami, leta 1992 pa še bronasto medaljo. Na evropskih prvenstvih je osvojila zlato medaljo leta 1986 v Stuttgartu, srebrno leta 1982 v Atenah in bronasto leta 1994 v Helsinkih. Med letoma 1986 in 1988 je štirikrat popravila svetovni rekord, zadnji s časom 12,21 s je veljal do julija 2016. Svoj tretji rekord je postavila leta 1986 na Balkanskih igrah v Ljubljani s časom 12,26 s.